# Ulaangom
Ulaangom (em mongol: Улаангом) é uma cidade na Mongólia. É a capital da aymag (província) de Uvs, com uma população de 22 300. A cidade está localizada a 26 quilômetros a sudoeste do lago Uvs Nuur, e nas encostas da montanha Kharkhiraa, a 120 quilômetros ao sul da fronteira com a Rússia.